# س. بي. كولبي
س. بي. كولبي (بالإنجليزية: C.B. Colby)‏ هو كاتب وكاتب للأطفال أمريكي، ولد في 7 سبتمبر 1904 في كليرمونت في الولايات المتحدة، وتوفي في 31 أكتوبر 1977 في مقاطعة ويستتشستر في الولايات المتحدة.